# Mahan Air
Mahan Air (Perzisch: هواپیمایی ماهان) is een luchtvaartmaatschappij uit Teheran, Iran. De maatschappij is verantwoordelijk voor binnenlandse en internationale lijnvluchten naar Europa, India, Pakistan en het Verre Oosten. Tevens verzorgt Mahan Air vrachtvluchten en gecharterde vluchten naar Rusland en het Midden-Oosten. De hub is het Imam Khomeini International Airport (IKA) in Teheran.

## Bestemmingen
(juli 2007)

### Binnenland
- Bandar Abbas
- Birjand
- Chah Bahar
- Kerman
- Mashhad
- Shiraz
- Teheran
- Zabol

### Azië
- Bangkok
- Delhi
- Guangzhou
- Kochi
- Lahore
- Shanghai

### Midden-Oosten
- Bahrein
- Damman
- Dubai
- Arbil

### Europa
- Düsseldorf (Mahan Air was tijdelijk de toegang tot het Europese luchtruim ontzegd 11-9-2007) Sinds 2008 mag Mahan Air weer naar Europa vliegen
- Manchester (Mahan Air is tijdelijk de toegang tot het Britse luchtruim ontzegd)

## Vloot
De vloot van Mahan Air bestond in juli 2016 uit:
- 14 Airbus A300-600
- 1 Airbus A300B2
- 9 Airbus A310-300
- 1 Airbus A321-100
- 4 Airbus A340-300
- 7 Airbus A340-600
- 9 BAE-146-300
- 1 BAE-146-200
- 4 AVRO RJ-100
- 4 AVRO RJ-85
- 2 Boeing 747-300
- 1 Boeing 747-400

## Trivia
- Mahan Air is de sponsor van Persepolis FC, die in de Iraanse Premier League speelt.

- Mahan Air is de enige luchtvaartmaatschappij in Iran waar de crew stropdassen draagt, omdat het een privébedrijf is.

Op 25 juli 2007 wordt bekend dat de Iraanse luchtvaartmaatschappij Mahan Air voorlopig niet meer welkom is op luchthavens in het Verenigd Koninkrijk. Volgens het Britse ministerie van Transport is de maatschappij betrokken geweest bij diverse veiligheidsincidenten.
Ook zouden niet alle vliegtuigen van Mahan Air zijn uitgerust met het Traffic Collision Avoidance System (TCAS), dat botsingen met andere vliegtuigen moet voorkomen. Mahan Air heeft de beschuldigen van het Britse Ministerie voor Transport van de hand gewezen. Volgens Hamd Arabnejad, General Manager van Mahan Air, zijn alle vliegtuigen van de maatschappij veilig en veroorzaakt het Britse Ministerie met haar beschuldigingen
onnodige trammelant en ongegronde schadeclaims van passagiers.